# Van God los (boek)
Van God los: de gevaren van religie en de toekomst van de rede (oorspronkelijke Engelse titel: The End of Faith: Religion, Terror, and the Future of Reason) is een boek uit 2004 van de Amerikaanse auteur, filosoof en neurowetenschapper Sam Harris.

## Inhoud
Harris constateert dat georganiseerde religie na de aanslagen van 11 september 2001 opnieuw een belangrijke en gevaarlijke rol is gaan spelen in de westerse wereld, waar de tegenstelling tussen het christendom en de islam op de voorgrond was gekomen. Door fundamentele problemen die volgens Harris vooral aan de abrahamitische religies inherent zijn met betrekking tot geweld, wordt de maatschappelijke stabiliteit bedreigd wanneer fundamentalistische gelovigen – waaronder terroristen – hun handen leggen op 21e-eeuwse wapens, of wegens conservatieve opvattingen het welzijn van de samenleving schaden op vlakken als wetenschappelijk onderzoek en gezondheidszorg. Harris stelt dat deze actuele kwesties historische voorgangers hebben – evengoed in het christendom als in de islam – waarbij hij verwijst naar de inquisitie, heksenjacht en jodenvervolging. Opdat verdere rampen kunnen worden afgewend, veronderstelt Harris dat het religieus geloof definitief moet worden losgelaten. Het is daarom nodig om de basale aannames van religie(s), die niet gestoeld zijn op een correcte rationele of wetenschappelijke bewijsvoering, rechtstreeks aan te vallen. Harris stelt daarvoor in de plaats dat een seculiere ethiek, geïnformeerd door de wetenschap, moet leiden tot menselijk geluk en antwoorden formuleren op menselijk lijden; ook stelt hij een vorm van "niet-bovennatuurlijke spiritualiteit" voor om tegemoet te komen aan de menselijke behoefte aan diepzinnige ervaringen, zonder daarbij een beroep te hoeven doen op religie.

## Commentaar
Harris heeft om Van God los veel kritiek gekregen, vooral van behoudende Amerikaanse christenen, in mindere mate ook van moslims en een enkele keer van seculiere medestanders, hoewel de meerderheid van zijn medestanders zijn werk loofden. Om op het meeste negatieve commentaar een antwoord te bieden, schreef Harris in 2006 een "Brief aan een christelijke natie".